# 呂晟
呂晟（1426年—？），字景熙，江西廣信府永豐縣人，民籍，明朝政治人物。進士出身。

## 生平
江西鄉試第十一名。景泰二年（1451年）辛未科會試第六十七名，殿試登進士第二甲第二十二名。

## 家族
曾祖呂彥成。祖父呂文敷。父亲呂子榮。